# Barry Hughes
Barrie Hugh (Barry) Hughes (Caernarfon, 31 december 1937 – Heemstede, 2 juni 2019) was een Welshe voetballer, voetbaltrainer en zanger.

## Voetballoopbaan
Hughes groeide op in Wrexham in Noord-Wales en speelde vanaf zijn zestiende jaar in de jeugd van West Bromwich Albion. In 1955 maakte hij indruk toen hij met West Bromwich Albion op een internationaal juniorentoernooi van Blauw Wit in Amsterdam speelde. De stopperspil Hughes werd gekozen tot beste verdediger. Mede door een beenbreuk kwam het in de jaren daarna echter niet tot een debuut in het eerste elftal van de club. In 1960 werd hij op de transferlijst gezet en opgepikt door Blauw Wit, waar ze hem herinnerden van het toernooi in 1955.
In 1963 verruilde Hughes Blauw Wit voor Alkmaar '54. In 1964 werd hij met deze club kampioen in de Tweede divisie. Vanaf zijn tijd bij Blauw Wit volgde Hughes de Engelse trainerscursus. Bij Alkmaar '54 was hij vanaf 1963 tevens actief als jeugdtrainer. In 1965 slaagde hij voor het coaching-diploma in Engeland, waarna Alkmaar hem als hoofdtrainer aanstelde en hij zijn actieve voetballoopbaan beëindigde. De KNVB ging echter niet akkoord met de aanstelling, mede omdat het coaching-diploma niet het uitgebreidere trainersdiploma van de Engelse bond was en daardoor in geen verhouding stond tot het Nederlandse A-diploma. Een rechtbank stelde in september 1965 de voetbalbond in het gelijk met als argumentatie dat Hughes geen Nederlands trainersdiploma had, weinig ervaring bezat en tijdens zijn voetballoopbaan enkele keren geschorst was wegens zware overtredingen. Alkmaar stelde hierop Gerrit van Wijhe als hoofdtrainer aan. In de praktijk was 'hulptrainer' Hughes de eindverantwoordelijke.
In juli 1966 zakte Hughes voor het examen Oefenmeester A. Hij had echter inmiddels een licentie gekregen om Alkmaar te mogen trainen. Uiteindelijk behaalde Hughes in 1968 het trainersdiploma. Hij was in april 1967 opgestapt bij Alkmaar '54, omdat hij vond dat de club niet de financiële middelen had om een topclub te worden. Van augustus tot oktober 1967 trainde hij het eerste elftal van amateurvereniging VV Harlingen. In oktober 1967 werd hij aangesteld als trainer van eerstedivisionist HFC Haarlem, als opvolger van de ontslagen Piet Peeman. Dankzij een tweede plaats promoveerde hij in 1969 met deze club naar de Eredivisie. Hughes werkte vervolgens van 1970 tot 1973 bij Go Ahead (dat op zijn voorspraak werd omgedoopt in Go Ahead Eagles), opnieuw Haarlem, Sparta, FC Utrecht, MVV, FC Volendam, voor hij in 1986 voor de tweede maal bij Sparta ging trainen. Hij eindigde zijn trainersloopbaan in 1989 bij de Belgische club Beerschot. 
In december 1978 baarde Hughes opzien door, toen hij trainer van HFC Haarlem was, de coach van de bezoekende topclub AZ '67, Georg Keßler, belachelijk te maken door herhaaldelijk met een rolfluit in diens richting te toeteren. Hughes verklaarde later dat negatieve ervaringen met Keßler bij de trainerscursus daarbij een rol hadden gespeeld. Haarlem won de wedstrijd met 3-2. In 1979 haalde hij Ruud Gullit, afkomstig van DWS, naar Haarlem. Door een persoonlijk contact met de vader van Gullit wist hij Ajax en Feyenoord de loef af te steken. Onder Hughes debuteerde Gullit in augustus 1979 als zestienjarige in de Eredivisie.

## Carrièrestatistieken
| Seizoen         | Club            | Land            | Competitie       | Competitie | Competitie | Beker | Beker | Internationaal | Internationaal | Overig | Overig | Totaal | Totaal |
| Seizoen         | Club            | Land            | Competitie       | Wed.       | Dlp.       | Wed.  | Dlp.  | Wed.           | Dlp.           | Wed.   | Dlp.   | Wed.   | Dlp.   |
| --------------- | --------------- | --------------- | ---------------- | ---------- | ---------- | ----- | ----- | -------------- | -------------- | ------ | ------ | ------ | ------ |
| 1960/61         | Blauw Wit       | Nederland       | Eerste divisie   | –          | –          | –     | 0     | 0              | 0              | 0      | 0      | –      | –      |
| 1961/62         | Blauw Wit       | Nederland       | Eredivisie       | –          | –          | –     | 0     | 0              | 0              | 0      | 0      | –      | –      |
| 1962/63         | Blauw Wit       | Nederland       | Eredivisie       | –          | –          | –     | 0     | 0              | 0              | 0      | 0      | –      | –      |
| 1963/64         | Alkmaar '54     | Nederland       | Tweede divisie A | –          | 1          | –     | 0     | 0              | 0              | 0      | 0      | –      | 1      |
| 1964/65         | Alkmaar '54     | Nederland       | Eerste divisie   | –          | –          | –     | 0     | 0              | 0              | 0      | 0      | –      | –      |
| Carrière totaal | Carrière totaal | Carrière totaal | Carrière totaal  | –          | –          | –     | 0     | 0              | 0              | 0      | 0      | –      | –      |

## Erelijst
Blauw Wit
| Nationaal      |    |         |
| Eerste divisie | 1x | 1960/61 |

 Alkmaar '54
| Nationaal      |    |         |
| Tweede divisie | 1x | 1963/64 |

## Entertainment
In Nederland werd Hughes naast voetbaltrainer in de jaren tachtig ook bekend als zanger van carnavalskrakers. Ook presenteerde hij op televisie de Barry Hughes-quiz en speelde hij gastrollen bij De Mounties.

## Privéleven
Hughes trouwde op 10 september 1960 in Market Drayton. In dezelfde maand vertrok hij als voetballer naar Nederland, maar zijn vrouw ging niet mee. Hij ontmoette Elles Berger toen hij bij Blauw Wit speelde. Chris Berger, de vader van Elles, was de beheerder van het Olympisch Stadion, de thuisbasis van Blauw Wit. Hughes scheidde in januari 1965 en hertrouwde in hetzelfde jaar met Berger. Het echtpaar woonde destijds in Alkmaar en bezat daar een autowasserij en benzinestation. Ze kregen drie dochters. Later verhuisden ze naar Heemstede, waar ze tot de dood van Hughes woonden.
Barrie Hugh Hughes overleed in 2019 op 81-jarige leeftijd na een kort ziekbed.

## Publicaties
- In 1987 schreef Johan Derksen een biografie over Hughes, getiteld De Entertrainer.[11]

## Discografie

### Albums
| Album met eventuele hitnotering(en) in de Nederlandse Album Top 100 | Datum van verschijnen | Datum van binnenkomst | Hoogste positie | Aantal weken | Opmerkingen |
| ------------------------------------------------------------------- | --------------------- | --------------------- | --------------- | ------------ | ----------- |
| Sing along with Barry                                               |                       | 16-7-1988             | 31              | 9            |             |
| Barry Goes Back To The Forties                                      | juli 1989             |                       |                 |              |             |

### Singles
| Single met eventuele hitnotering(en) in de Nederlandse Top 40 | Datum van verschijnen | Datum van binnenkomst | Hoogste positie | Aantal weken | Opmerkingen       |
| ------------------------------------------------------------- | --------------------- | --------------------- | --------------- | ------------ | ----------------- |
| Ik wil op m'n kop een kamerbreed tapijt                       |                       | 24-1-1981             | 7               | 8            | met de Kwaffeurs  |
| 't Is om te brullen                                           |                       | 23-1-1982             | tip4            |              |                   |
| Ik breng geen bloemen voor je mee                             |                       | 17-1-1987             | tip3            |              | met Vader Abraham |
| Happy with Barry / Dat had je nou niet moeten doen            |                       | 6-2-1988              | 37              | 3            |                   |